# Premio Giulio Campanati
Il premio Giulio Campanati è un premio assegnato, ogni due anni, al miglior arbitro del campionato europeo o mondiale di calcio, a seconda della competizione in programma. È stato istituito nel 2014 in occasione della Coppa del Mondo FIFA in Brasile, con l'obiettivo di ricordare l'arbitro internazionale italiano Giulio Campanati. Il premio è organizzato dall'Associazione "Amici di Giulio Campanati" e dalla sezione AIA di Milano (intitolata allo stesso Giulio Campanati), con il supporto di FIGC e Gazzetta dello Sport. La giuria è composta da giornalisti, ex arbitri e dirigenti sportivi, e sceglie il vincitore in base al suo impegno nell'arbitrare e alla qualità delle sue direzioni.

## Albo d'oro
| Competizione              | Vincitore         |
| ------------------------- | ----------------- |
| Campionato del mondo 2014 | Nicola Rizzoli    |
| Campionato d'Europa 2016  | Nicola Rizzoli    |
| Campionato del mondo 2018 | Néstor Pitana     |
| Campionato d'Europa 2020  | Björn Kuipers     |
| Campionato del mondo 2022 | Daniele Orsato    |
| Campionato d'Europa 2024  | François Letexier |